# Valajärvi (sjö i Kittilä, Lappland)
Valajärvi är en sjö i kommunen Kittilä i landskapet Lappland i Finland. Sjön ligger 337,7 meter över havet. Arean är 64 hektar och strandlinjen är 4,6 kilometer lång. Sjön  ingår i Kemi älvs huvudavrinningsområde.   Den ligger omkring 200 kilometer norr om Rovaniemi och omkring 900 kilometer norr om Helsingfors. 